# Bankverein Bebra
Die Bankverein Bebra eG war ein genossenschaftliches Kreditinstitut mit Sitz im hessischen Bebra im Landkreis Hersfeld-Rotenburg. Die Bank gehörte der genossenschaftlichen Finanzgruppe der Volks- und Raiffeisenbanken an und war Mitglied im Bundesverband der Deutschen Volksbanken und Raiffeisenbanken e.V. (BVR) sowie dessen Sicherungseinrichtung.

## Geschäftstätigkeit
Die Bankverein Bebra eG betrieb als Universalbank sämtliche Bankgeschäfte mit Privat-, Geschäfts- und Firmenkunden. Gemäß dem genossenschaftlichen Prinzip wurden dabei überwiegend Kunden aus dem regionalen Geschäftsgebiet der Bank betreut.

## Geschäftsgebiet und Filialen
Das Geschäftsgebiet umfasste im Wesentlichen den nördlichen Teil des Landkreises Hersfeld-Rotenburg, den südlichen Teil des Werra-Meißner-Kreises (beide im Bundesland Hessen) sowie den westlichen Teil des Wartburgkreises in Thüringen.
Insgesamt wurden mit der Hauptstelle acht Geschäftsstellen unterhalten:
- Im Landkreis Hersfeld-Rotenburg, Hessen:
  - Bebra (Hauptstelle)
  - Alheim-Baumbach
  - Alheim-Heinebach
  - Bebra-Breitenbach
  - Rotenburg an der Fulda
  - Wildeck-Obersuhl
- Im Werra-Meißner-Kreis, Hessen:
  - Sontra
- Im Wartburgkreis, Thüringen:
  - Gerstungen

Das Filialnetz überschnitt sich teilweise mit dem Geschäftsgebiet einer weiteren Genossenschaftsbank, der VR-Bank Bad Hersfeld-Rotenburg eG, welche ebenfalls in Bebra, Rotenburg und Sontra Filialen unterhält.

## Geschichte
Die Gründung der Bankverein Bebra eG erfolgte im Jahr 1908 als Spar- und Darlehnskasse, eingetragene Genossenschaft mit unbeschränkter Haftung in Bebra. Anfang des Jahres 1959 wurde in Sontra die erste Zweigstelle eröffnet. Im Jahr 1963 folgte eine weitere Filiale in Obersuhl (heute Wildeck-Obersuhl) nahe der damaligen innerdeutschen Grenze. 1969 wurde die Fusion mit der Raiffeisenkasse Breitenbach vollzogen. Im Jahr 1974 folgte die Eröffnung der Geschäftsstelle in Rotenburg an der Fulda. Nach der Wiedervereinigung wurde im Jahr 1991 die Filiale in Gerstungen eröffnet und damit das Geschäftsgebiet nach Thüringen ausgedehnt.
Zum 1. Januar 1999 erfolgte die Fusion mit der Raiffeisenbank Alheim eG, die über Geschäftsstellen in Alheim-Heinebach und Alheim-Baumbach verfügte.
Im Jahr 2016 erfolgte schließlich die Fusion mit der VR-Bank Bad Hersfeld-Rotenburg eG zur VR-Bankverein Bad Hersfeld-Rotenburg eG.